# Авеличев, Иван Тихонович
Ива́н Ти́хонович Аве́личев (7 [20] декабря 1911 — 19 апреля 1945) — участник Великой Отечественной войны, командир взвода управления батареи 199-го гвардейского артиллерийского полка 94-й гвардейской Звенигородской Краснознамённой ордена Суворова 2-й степени стрелковой дивизии 5-й ударной армии 1-го Белорусского фронта, Герой Советского Союза (1945), гвардии лейтенант.

## Биография
Родился 7 (20) декабря 1911 года на станции Слободка, ныне посёлок городского типа Слободка Подольского района Одесской области Украины, в крестьянской семье. Русский. Член ВКП(б) с 1943 года. Окончил 7 классов. Работал в Одесском морском порту.
В Красной Армии с 1933 года. Начинал военную службу на Черноморском флоте в городе русской воинской славы — Севастополе (с 1965 года — город-герой). В 1934 году Иван Авеличев переведён на Дальний Восток, — как лучшего специалиста-торпедиста его направили для работы в Тихоокеанское военно-морское училище имени адмирала С. О. Макарова (город Владивосток). В 1939 году при этом училище И. Т. Авеличев окончил курсы усовершенствования командного состава и продолжил службу в нём же инструктором.
Участник Великой Отечественной войны с 20 октября 1942 года. Воевал на Сталинградском, Степном и 1-м Белорусском фронтах.
В рядах бойцов Сталинградского фронта Иван Авеличев стал сухопутным артиллеристом. Здесь однополчане дали ему прозвище «Морская душа», за то, что в знак верности Военно-Морскому Флоту он носил под гимнастёркой тельняшку.
Артиллерийскую науку бывший моряк освоил быстро, и уже через месяц его назначили командиром взвода управления артиллерийской батареи. Такой выбор был не случайным, так как боевой задачей взвода были: разведка целей и корректирование огня батареи, а справиться с такими задачами могли лишь хорошо подготовленные специалисты, грамотные в армейской науке, мастера прицельного огня. Таким и зарекомендовал себя Иван Авеличев.
В боях 14 января 1945 года на магнушевском плацдарме (ныне Польша) и при форсировании реки Пилица командир взвода управления батареи 199-го гвардейского артиллерийского полка (94-я гвардейская стрелковая дивизия, 5-я ударная армия, 1-й Белорусский фронт) гвардии лейтенант Авеличев И. Т. передал на батарею точные данные о противнике, в числе первых переправился через приток реки Вислы — Пилицу, разведал маршрут для батареи и участвовал в её переправе на плацдарм. По целеуказаниям гвардии лейтенанта Авеличева была уничтожена вражеская миномётная батарея, два бронетранспортёра с пехотой и четыре пулемётные точки.
При отражении вражеских контратак отважный офицер-артиллерист умело корректировал огонь батареи. Когда в критическую минуту боя был тяжело ранен командир 4-й артиллерийской батареи, его заменил гвардии лейтенант Авеличев.
Указом Президиума Верховного Совета СССР от 27 февраля 1945 года за образцовое выполнение боевых заданий командования на фронте борьбы с немецко-фашистским захватчиками и проявленные при этом мужество и героизм гвардии лейтенанту Авеличеву Ивану Тихоновичу присвоено звание Героя Советского Союза с вручением ордена Ленина и медали «Золотая Звезда» (№ 5628).
19 апреля 1945 года 4-я артиллерийская батарея под командованием И. Т. Авеличева выполняла боевую задачу в районе немецкого города Нойдорф. Гитлеровцы делали всё, чтобы закрепиться на третьем рубеже обороны своей столицы — Берлина.
Во второй половине дня через расположение советских войск на правому фланге 4-й батареи прорвались эсесовцы. Возникла реальная угроза выхода вражеской боевой техники в тыл 94-й гвардейской стрелковая дивизии. Противник упорно наседал. Оставался один выход — вызывать огонь на себя…
Через несколько минут земля всколыхнулась от десятков взрывов. Враг был остановлен. А затем 4-я артбатарея встретила его прицельным огнём.
Это был последний бой гвардии лейтенанта Ивана Авеличева. На позиции орудия, где он находился, разорвался снаряд, выпущенный из вражеского танка. Так погиб отважный командир батареи. Похоронен на воинском мемориале в городе Дембно Мыслибуржского повята Западно-Поморского воеводства Польши.
Но и после смерти Герой оставался в строю 199-го гвардейского артиллерийского полка. До победного салюта во всех приказах по полку 4-ю батарею называли «батарея Авеличева».

## Награды
- Медаль «Золотая Звезда» Героя Советского Союза (27.02.1945)
- Орден Ленина (27.02.1945)
- Орден Отечественной войны II степени (2.02.1945)
- Два ордена Красной Звезды (14.02.1943, 26.07.1943)

## Память
- Личное оружие Героя хранится в Военно-историческом музее артиллерии, инженерных войск и войск связи (Санкт-Петербург).
- Парусные гонки, проходящие ежегодно во Владивостоке, на базе Тихоокеанского высшего военно-морского училища имени Степана Макарова посвящены памяти Героя Советского Союза гвардии старшего лейтенанта Ивана Авеличева[2][3].